# Vladislav Doejoenov
Vladislav Doejoenov (Russisch: Владислав Дуюнов; Jasnogorsk,  7 juni 1994) is een Russisch wielrenner.

## Carrière
In 2016 werd Doejoenov dertiende op het nationale kampioenschap tijdrijden, waar winnaar Sergej Tsjernetski bijna drie minuten sneller was. Later dat jaar nam hij deel aan de tijdrit voor beloften op het Europese kampioenschap, waar hij op plek 28 eindigde.
In 2017 behaalde Doejoenov zijn eerste UCI-overwinning door de proloog van de Vijf ringen van Moskou het snelst af te leggen.

## Overwinningen
2017
Proloog Vijf ringen van Moskou